# Marek z Montegallo

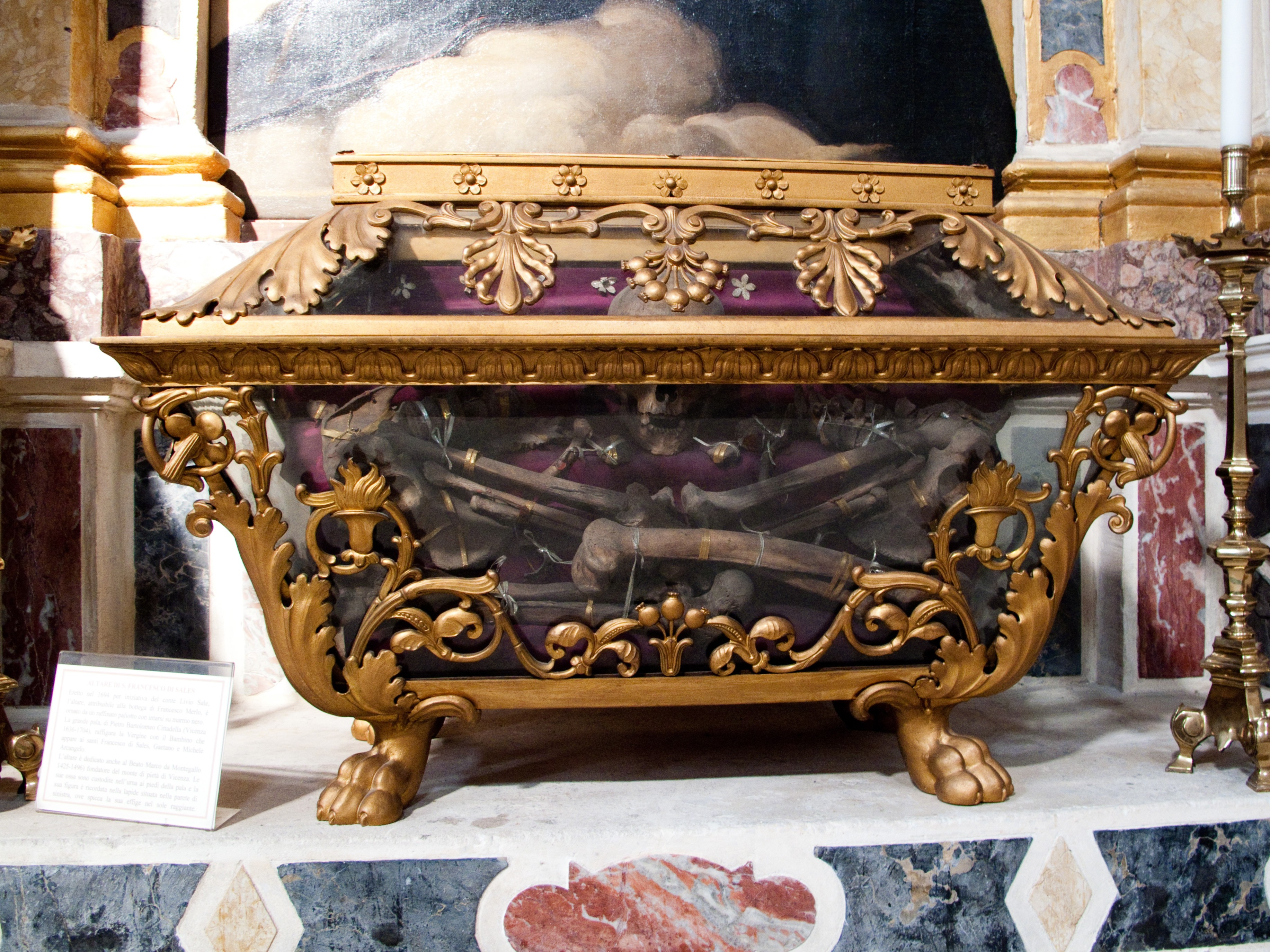
Vicenza, kościół San Giuliano – Grób Marka z Montegallo

Marek z Montegallo (wł. Marco da Montegallo, Marco del Monte Santa Maria – ur. 1425 w Fonditore di Montegallo, zm. 19 marca 1496 w Vicenza) – włoski gwardian, lekarz, kierownik duchowy św. Kamili Baptysty Varano, kaznodzieja i błogosławiony Kościoła katolickiego.

## Życiorys
Studiował najpierw w Ascoli, potem na uniwersytetach w Bolonii i Perugii. Po uzyskaniu w latach 1444 – 1445 doktoratu z medycyny i prawa rozpoczął praktykę jako lekarz w Ascoli Piceno. W 1451 poślubił Klarę Tobaldeschi. Rok później małżonkowie za obopólną zgoda wstąpili do zakonów – Klara do klarysek w Ascoli Piceno, a on do Zakonu Braci Mniejszych. Nowicjat odbywa w pustelni Fabriano, a następnie w San Severino, pod przewodnictwem Jakuba z Marchii. Po przyjęciu święceń kapłańskich został gwardianem, jego przełożeni powierzyli mu kierownictwo wspólnoty w San Severino. Przekazy hagiograficzne głoszą, iż pewnego dnia, gdy był głęboko pogrążony w modlitwie, miał usłyszeć głos, który mówił: "Bracie Marku, wyjdź i głoś miłość!". Został kaznodzieją i mówcą. Zajmował się z piętnowaniem sporów i lichwy. Zakładał tzw. Monte di Pietà – kasy udzielające ubogim pożyczek na niewielki procent. Brak wyraźnych źródeł co do działalności w innych miejscowościach, ale na pewno w Fabriano w kwietniu 1470 r. została założona przez niego Monte di Pietà, zatwierdzona przez Radę Generalną miasta i burmistrza. W kolejnych latach, między 1471 i 1486 r., był aktywny jako kaznodzieja w Fano, Fermo, Ripatransone, Roccacontradzie (obecnie Arcevia), Ankonie i innych miastach na północy Włoch, dając impuls do założenia, regulacji lub reorganizacji lokalnych Monte di Pietà. W 1480 został mianowany przez papieża Sykstusa IV propagatorem i kolektor dziesięciny na rzecz krucjaty przeciw muzułmanom. Założył Monte di Pietà w Vicenza, którego statut został zatwierdzony w 1486, pierwszą taką instytucję na terytorium Republiki Weneckiej. Od 1486 do 1496 r. mieszkał w Vicenza w klasztorze San Biagio Vecchio. Zmarł 19 marca 1496 r. w Vicenza, i został pochowany w kościele San Biagio Vecchio; jego szczątki zostały po raz pierwszy przeniesione w 1522 r., kiedy to bracia przenieśli się do San Biagio Nuovo, a następnie w 1797 roku do kościoła San Giuliano, gdzie są wciąż obiektem kultu.
Beatyfikowany 20 września 1839 roku przez papieża Grzegorza XVI.

## Dzieło
- Marco da Montegallo, Corona della Vergine, Venezia, Bernardino Benali, 1494. URL consultato il 22 aprile 2015.
- Marco da Montegallo, Libro dei comandamenti di Dio, Impresso in Firenze, per mastro Antonio Miscomini, 1494. URL consultato il 22 aprile 2015.
- Marco da Montegallo, Tabula della salute, Venezia, Nicola Balaguer, 1486.

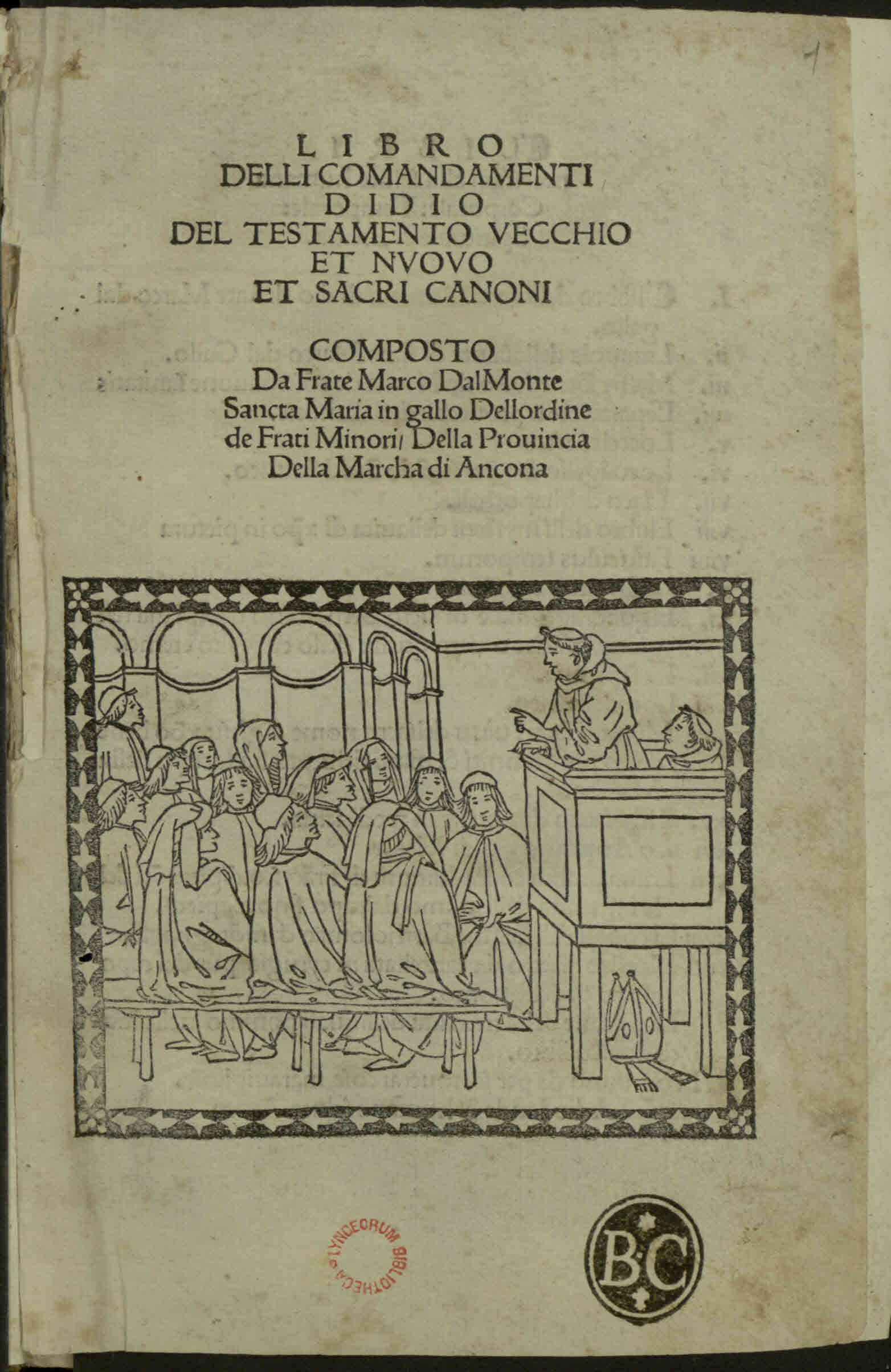
Libro dei comandamenti di Dio, 1494